# Kleine kantjil
De kleine kantjil (Tragulus kanchil)  is een zoogdier uit de familie van de dwergherten (Tragulidae).
De wetenschappelijke naam van de soort werd voor het eerst geldig gepubliceerd door Raffles in 1821. Het is de kleinste evenhoevige van de wereld.